# السحية (السبرة)

تعديل مصدري - تعديل

السحية هي إحدى قرى عزلة الأبروة بمديرية السبرة التابعة لمحافظة إب، بلغ تعداد سكانها 730 نسمة حسب تعداد اليمن لعام 2004.